# Saillac (Corrèze)
Saillac település Franciaországban, Corrèze megyében. Lakosainak száma 210 fő (2022. január 1.). Saillac Chauffour-sur-Vell, Collonges-la-Rouge, Ligneyrac és Cavagnac községekkel határos.

## Népesség
A település népessége az elmúlt években az alábbi módon változott:
| Lakosok száma | 202  | 143  | 163  | 174  | 207  | 212  | 205  | 200  | 201  | 210  |
|               | 1968 | 1982 | 1990 | 2006 | 2013 | 2015 | 2017 | 2019 | 2020 | 2022 |